# وکسیلوم

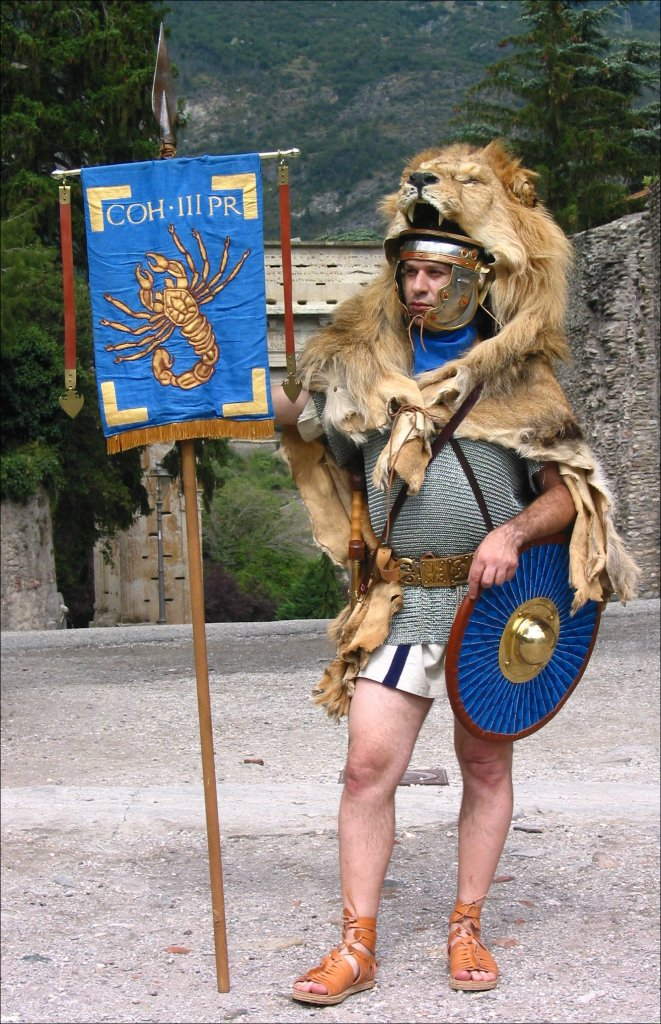
یک نمایش‌دهندهٔ امروزی در قالب یکی از اعضای گارد امپراتوری وکسیلومی را با نشان عقرب در دست گرفته‌است. این وکسیلوم نماد پرتورین‌ها و نشانهٔ احترام آنها به امپراتور تیبریوس بود که کمپ پرتورین را در رم ساخت. عقرب علامت نجومی تیبریوس بود.

وکسیلوم (به لاتین: vexillum) شیئی پرچم‌مانند بود که در عصر کلاسیک امپراتوری روم استفاده می‌شد. این واژه، خود کوچک‌شدهٔ (مصغر) واژهٔ لاتین وِلوم (به لاتین: velum) به‌معنای بادبان است و در نتیجه، وکسیلوم (در جمع: وکسیلا) به‌معنای بادبان‌کوچک یا بادبانک است.
بادبانک، و یا به تعبیر تاریخی رزم در ایران باستان درفش، شامل یک میلهٔ افقی بود که عمود بر چوبه ی عمودی قرار داده شده بود و پارچهٔ پرچم بر روی این میلهٔ افقی آویخته شده بود. این آویختگی، درفش را از پرچم‌های امروزی که اهتزازگاه پارچهٔ پرچم مستقیما به میلهٔ عمودی چسبیده‌است جدا می‌سازد. به کسی که وکسیلوم را نگاه می‌داشت وکسیلاریوس یا وکسیلیفر و یا درفشدار می‌گفتند. از آنجا که وکسیلوم نماد پراهمیت هر واحد نظامی بود در جنگ‌ها به شدت از آن پاسداری می‌شد.
امروزه نیز تقریباً تمامی ناحیه‌های ایتالیا  از وکسیلوم استفاده می‌کنند.